# Felsőneszte
Felsőneszte (1899-ig Felső-Nasticz, szlovákul Horné Naštice) község Szlovákiában, a Trencséni kerületben, a Báni járásban.

## Fekvése
Bántól 3 km-re északkeletre fekszik.

## Története
1295-ben „Nesthe” alakban említik először. 1483-ban „Nasczycz”, 1506-ban „Nastrhycze” néven említik. A zayugróci uradalomhoz tartozott. 1598-ban 26 háza állt. 1720-ban 8 adózója volt. 1784-ben 39 házában 53 családban 267 lakos élt.
A 18. század végén Vályi András így ír róla: „Alsó, és Felső Nasztice. Két tót falu Trentsén Várm. Alsónak földes Ura a’ Nyitrai Káptalanbéli Uraság, Felsőnek pedig G. Kollonics, és B. Zay Uraságok, lakosai katolikusok, fekszenek Zay Ugrótzhoz mint egy fél mértföldnyire, földgyeik termékenyek, erdejek, legelőjök elég van, réttyei jók.”
1828-ban 32 háza volt 329 lakossal. Lakói mezőgazdasággal, állattartással foglalkoztak. A 19. században szeszfőzde működött a községben.
Fényes Elek 1851-ben kiadott geográfiai szótárában így ír a faluról: „Nastyicz (Felső), tót falu, Trencsén vmegyében, az ugróczi uradalomban; számlál: 156 kath., 149 evang., 9 zsidó lak.”
A trianoni diktátumig Trencsén vármegye Báni járásához tartozott.
A háború után lakói a mezőgazdaság mellett idénymunkákkal foglalkoztak és Zayugróc, valamint Bán üzemeiben dolgoztak. A szlovák nemzeti felkelés idején határában élénk partizántevékenység folyt.

## Népessége
| Év:            | 1994. | 2004.   | 2014.   | 2024.    |
| -------------- | ----- | ------- | ------- | -------- |
| Emberek száma: | 458   | 418     | 430     | 529      |
| Eltérés:       |       | -8,73 % | +2,87 % | +23,02 % |

| Év:            | 2023. | 2024.   |
| -------------- | ----- | ------- |
| Emberek száma: | 521   | 529     |
| Eltérés:       |       | +1,53 % |

1910-ben 535, túlnyomórészt szlovák anyanyelvű lakosa volt.
2001-ben 427 lakosából 426 szlovák volt.
2011-ben 416 lakosából 400 szlovák volt.

## Külső hivatkozások
- Községinfó
- Felsőneszte Szlovákia térképén
- Travelatlas.sk
- E-obce.sk